# 가레산스이

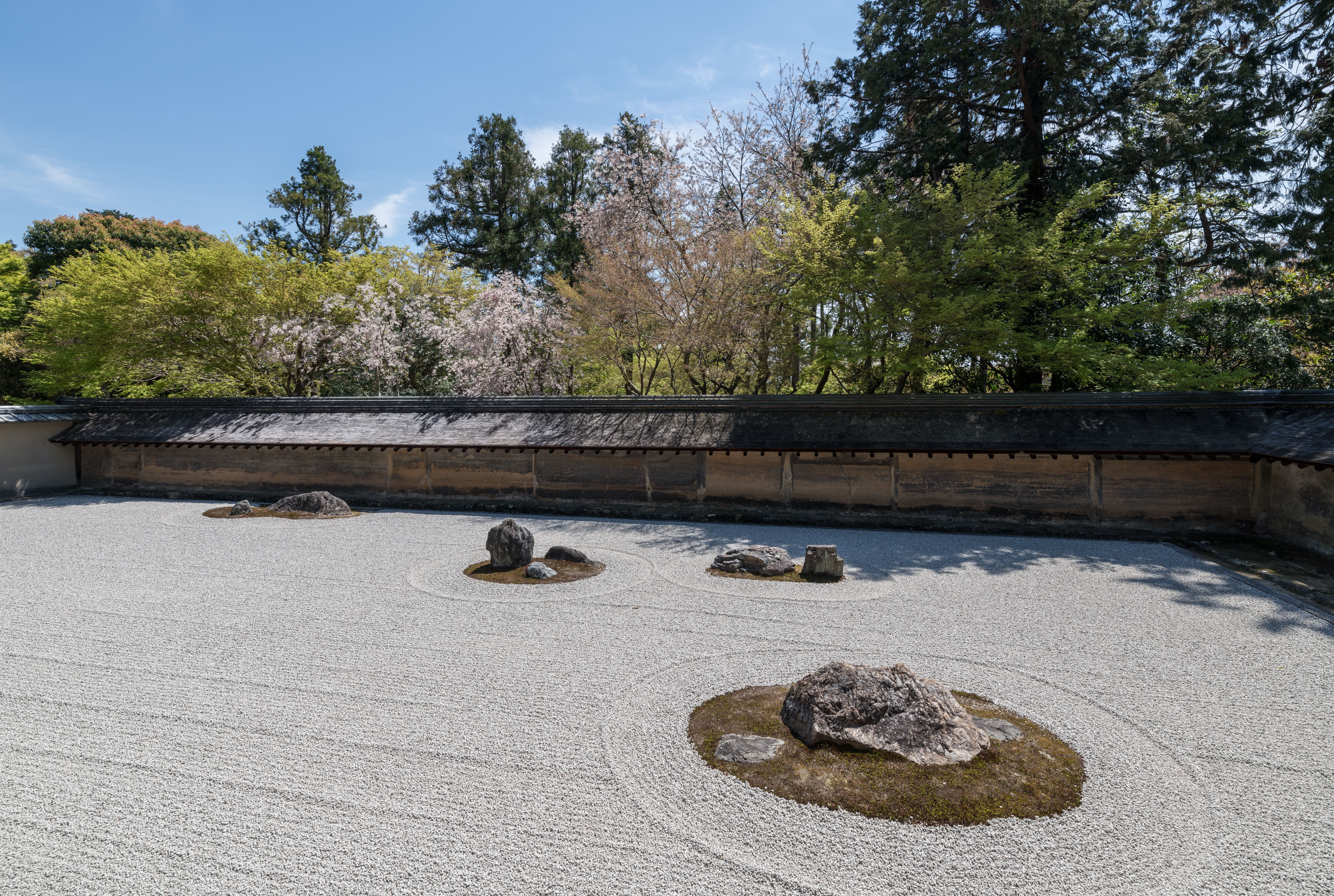
료안지의 가레산스이

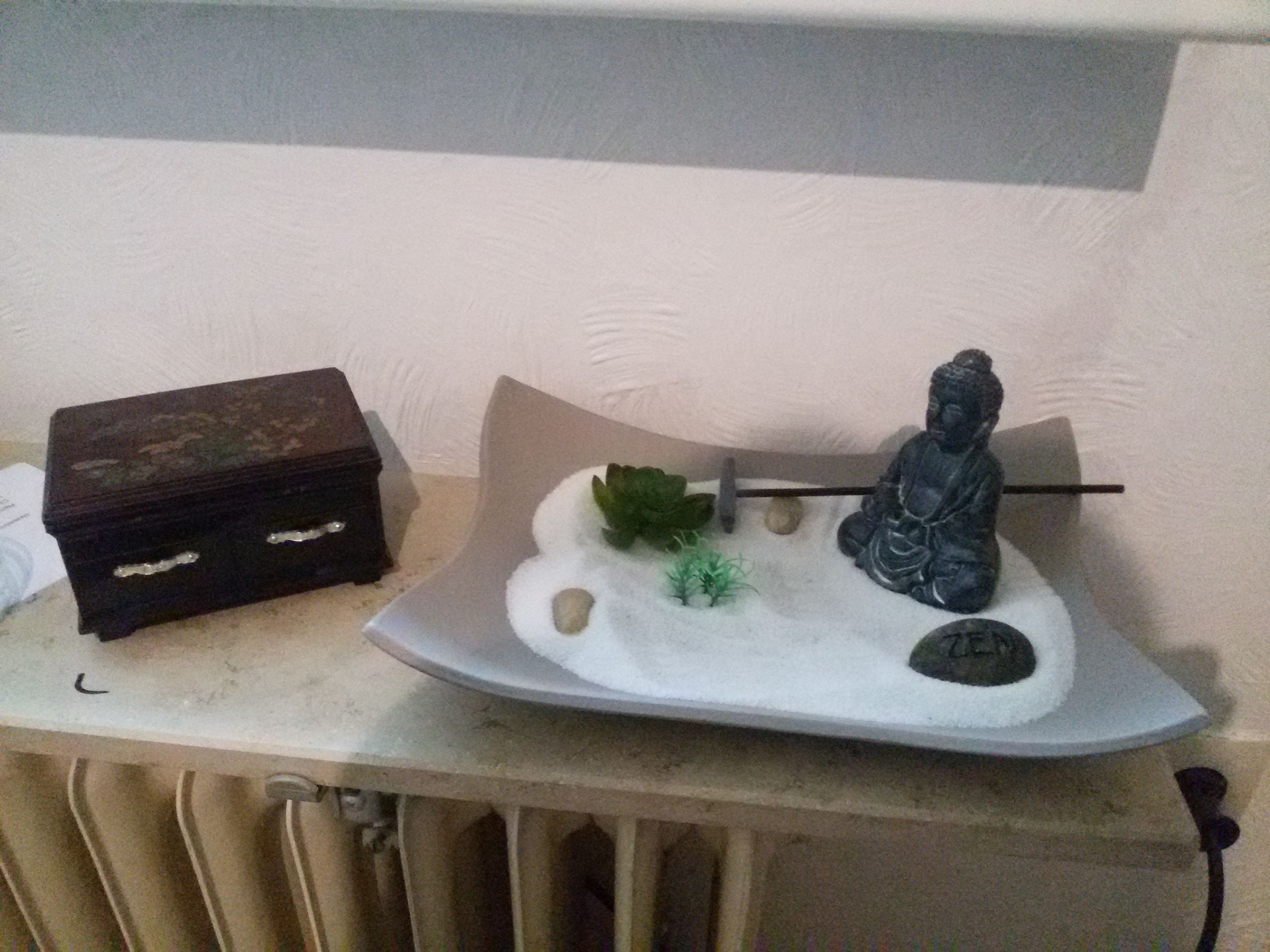
인테리어용으로 사용되는 미니어쳐 가레산스이

가레산스이(일본어: 枯山水 かれさんすい[*], 영어: Japanese dry garden, Japanese rock garden, zen garden)는 일본정원이나 일본화의 양식 또는 방식의 하나이다.
물을 일절 사용하지 않고 돌과 모래 등으로 산수 풍경을 표현하는 일본의 정원 양식이다. 대체로는 흰 모래와 작은 돌을 깔고 수면에 비유하는 경우가 많고, 다리가 놓여 있으면 그 아래 깔린 자갈층은 물으로 간주한다. 잔모래나 자갈을 쓰지 않고 돌 표면의 문양으로 물의 흐름을 표현한 정원도 존재한다.
특히 무로마치 시대의 선종 사원에서 만들어지고 발달했다. 종래의 정원에서도 기법으로서 정원의 일부로 만들어지는 경우가 있었으나, 차차 독립된 정원으로서 만들어지게 되었다. 일본정원은 수원을 원활하게 확보할 수 있는 장소에 조성하였으나, 가레산스이 양식이 등장한 후에는 꼭 물을 쓰지 않더라도 정원을 조성할 수 있게 되었다.
유명한 가레산스이 정원으로는 사이호지(西芳寺, 아래쪽은 못이 있는 치센카이유시키 정원(池泉回遊式庭園)이고, 윗쪽은 가레산스이 정원이 있음)와 다이토쿠지(大徳寺)의 정원 등이 있다. 특히 료안지(竜安寺)의 돌 정원은 나무나 풀 없이, 담으로 둘러싸인 정원에 흰 모래와 15개의 돌만으로 표현한 특이한 것이라 그 해석을 둘러싸고 다양한 설이 오가고 있다.
위의 예들은 돌 정원을 기본으로 하는 가레산스이이지만, 타이산지(太山寺)의 안요인정원(安養院庭園) 같이 모래를 쓰지 않고 돌로만 풍경을 표현하는 가레이케시키(枯池式) 가레산스이도 존재한다.
오늘날에는 미니어쳐 가레산스이를 만들어 인테리어 디자인 소품으로 사용하기도 한다.

## 역사

### 초기
가레산스이는 헤이안 시대(794년~1185년)에 처음 만들어졌다. 초기의 정원은 다치바나노 도시쓰(1028년~1094년)가 쓴 일본 정원에 대한 지침서인 《사쿠테이키(作庭記)》에 설명돼있다. 초창기 정원은 중국 송나라의 정원을 모방했으며, 정원의 바위는 호라이라고 알려진 봉래산의 팔선 신화와 연관이 있었다.
- 헤이안 시대 ~ 가마쿠라 시대 : 당나라에서 수묵화가 전해지다.
- ‘가레산스이’라는 표기는 헤이안 시대 후기에 쓰인 것으로 보이는 《사쿠테이키(作庭記)》에 나온다. 다만 무로마치 시대에 유행했던 의미(물을 쓰지 않고 물을 표현하는 기법)와는 달리, 물이 없는 곳에 돌을 세우는 것을 가리켰다. 《사쿠테이키》의 편저자는 《군쇼루이주(群書類従)》의 안쪽 표기에 의하면 구조 요시쓰네(九条良経, 교고쿠 요시쓰네(京極良経)로도 불림)이지만, 다치바나 도시쓰나(橘俊綱)라는 설 등, 다른 설도 많다.
- 무로마치 시대에 명나라의 산수화·파묵산수화의 영향을 받아, 완성을 이룬 것으로 보인다.

## 같이 보기
- 일본 정원
- 정원 종류
- 암석원
- 와비·사비